# جون جاي كيني
جون جاي كيني (بالإنجليزية: John J. Keane) هو كاهن كاثوليكي أمريكي، ولد في 22 سبتمبر 1839 في باليشانون في جمهورية أيرلندا، وتوفي في 22 يونيو 1918 في دوبوك في الولايات المتحدة.